# Astragalus bischkendicus
Astragalus bischkendicus är en ärtväxtart som beskrevs av Nikolai Fedorovich Gontscharow. Astragalus bischkendicus ingår i släktet vedlar, och familjen ärtväxter. Inga underarter finns listade i Catalogue of Life.